# QtParted
QtParted was een programma voor Linux dat werd gebruikt voor het maken, verwijderen en beheren van partities. Het programma gebruikte de GNU Parted bibliotheek (van GParted) en maakte voor de grafische interface gebruik van Qt. Het programma is stopgezet.